# Michael Walzer
Michael Walzer (3 de marzo de 1935) es uno de los expertos en Filosofía Política más importantes de Estados Unidos en la actualidad. Ejerce como profesor emérito en el Institute for Advanced Study de Princeton, Nueva Jersey y es editor del Dissent, una revista cuatrimestral sobre política y cultura, desde una perspectiva de izquierdas.

## Formación
En 1956, Walzer se licencia en Historia en la Universidad de Brandeis con una nota final de Sobresaliente Cum Laude. Tras ello, estudió en la Universidad de Cambridge con la ayuda de una beca Fulbright (1956-1957), y obtuvo el título de "Doctor en Gobierno" en la Universidad de Harvard, en 1961.

## Trayectoria laboral
En 1962 Walzer comenzó su carrera como profesor en la Universidad de Princeton. Permaneció allí hasta 1966, cuando se trasladó a la Universidad de Harvard. Dio clases en Harvard hasta 1980, año en el que pasó a ser miembro permanente en la Escuela de Ciencias Sociales del IAS.

## Filosofía política
En sus escritos ha tratado un amplio espectro de temas, incluyendo la Teoría de la Guerra Justa, nacionalismo, etnia, justicia económica, crítica social, radicalización, tolerancia, y obligación política. 
Además participa en la edición de The New Republic y es miembro del colectivo director de Philosophy & Public Affairs. Hasta la fecha, ha escrito 27 libros y ha publicado más de 300 artículos, ensayos y reseñas de libros. Es miembro de diversas organizaciones filosóficas, incluyendo la Sociedad Filosófica Estadounidense.
Michael Walzer es el hermano mayor de la historiadora Judith Walzer Leavitt.
Walzer es considerado como uno de los principales defensores de la posición Comunitaria en Teoría política junto a Alasdair MacIntyre y Michael Sandel. Al igual que Sandel y MacIntyre, Walzer no se siente plenamente identificado con esta denominación. Sin embargo, defiende que la Teoría Política ha de estar basada en las tradiciones y la cultura concretas de cada sociedad y se opone a lo que considera una abstracción excesiva de la Filosofía Política. Entre sus aportaciones intelectuales más importantes encontramos una revitalización de la Teoría de la Guerra Justa, que insiste en la importancia de la ética en tiempos de guerra a la vez que evita posiciones pacifistas; la teoría de la "igualdad compleja", que sostiene que no existe un criterio único (moral o material) para valorar la justicia social. La justicia igualitaria exige en cambio, que cada bien sea distribuido de acuerdo a su importancia social, y que ningún bien (como el dinero o el poder político) domine o interfiera en la distribución de bienes en otras esferas; igualmente argumenta que la justicia obedece principalmente a preceptos morales dentro de cada nación y sociedad particular, por lo que no puede ser sometida a abstracciones universales.

## Publicaciones
- The Revolution of the Saints: A Study in the Origins of Radical Politics (Harvard University Press, 1965) ISBN 0-674-76786-1
- Obligations: Essays on Disobedience, War and Citizenship (Harvard University Press, 1970) ISBN 0-674-63025-4
- Political Action (Quadrangle Books, 1971) ISBN 0-8129-0173-8
- Regicide and Revolution (Cambridge University Press, 1974) ISBN 0-231-08259-2
- Just and Unjust Wars (Basic Books, 1977, second edition, 1992, third edition, 2000, fourth edition, 2006) ISBN 0-465-03705-4
- Radical Principles (Basic Books, 1977) ISBN 0-465-06824-3
- Spheres of Justice (Basic Books, 1983) ISBN 0-465-08189-4
- Exodus and Revolution (Basic Books, 1985) ISBN 0-465-02164-6
- Interpretation and Social Criticism (Harvard University Press, 1987) ISBN 0-674-45971-7
- The Company of Critics (Basic Books, 1988) ISBN 0-465-01331-7
- Civil Society and American Democracy (Rotbuch Verlag, 1992, in German) ISBN 3-596-13077-8
- What It Means to Be an American (Marsilio Publishers, 1992) ISBN 1-56886-025-0
- Thick and Thin: Moral Argument at Home and Abroad (Notre Dame Press, 1994) ISBN 0-268-01897-9
- Pluralism, Justice and Equality, with David Miller (Oxford University Press, 1995) ISBN 0-19-828008-4
- Toward a Global Civil Society (Berghahn Books, 1995) ISBN 1-57181-054-4
- On Toleration (Yale University Press, 1997) ISBN 0-268-01897-9
- Arguments from the Left (Atlas, 1997, in Swedish)
- Pluralism and Democracy (Editions Esprit, 1997, in French) ISBN 2-909210-19-7
- Reason, Politics, and Passion (Fischer Taschenbuch Verlag, 1999, in German) ISBN 3-596-14439-6
- The Jewish Political Tradition, Vol. I Authority, co-edited, with Menachem Lorberbaum, Noam Zohar, and Yair Lorberbaum (Yale University Press, 2000) ISBN 0-300-09428-0
- Exilic Politics in the Hebrew Bible (Mohr Siebeck, 2001, in German) ISBN 3-16-147543-7
- War, Politics, and Morality (Ediciones Paidos, 2001, in Spanish) ISBN 84-493-1167-5
- Arguing About War (Yale University Press, 2004) ISBN 0-300-10365-4
- Politics and Passion: Toward A More Egalitarian Liberalism (Yale University Press, 2004) ISBN 0-300-10328-X
- Thinking Politically (Yale University Press, 2007) ISBN 978-0300118162

### Ediciones en español
- Las esferas de la justicia, México, Fondo de Cultura Económica, 1993, ISBN 9789681663940
- La revolución de los santos, Buenos Aires/Madrid, Katz editores S.A, 2008, ISBN 978-84-96859-23-4
- Terrorismo y guerra justa, Buenos Aires y Madrid, Katz Barpal Editores, 2008, ISBN 978-84-96859-19-7
- Pensar políticamente, Paidós Ibérica, 2010 ISBN 978-84-493-2381-2
- Tratado sobre la tolerancia. Editorial Paidós. 1998. ISBN 9788449306181.
- Guerra, política y moral. Editorial Paidós. 2001. ISBN 9788449311673.
- Reflexiones sobre la guerra. Editorial Paidós. 2004. ISBN 9788449315909.
- Pensar políticamente, Barcelona, Editorial Paidós, 2010, ISBN 978-84-493-2381-2